# Sam Beazley
Pour les articles homonymes, voir Beazley.
Sam Beazley (29 mars 1916 - 12 juin 2017) est un acteur anglais.

## Biographie
Beazley est né dans le quartier de Kensington (Londres). Il commença sa carrière d'acteur professionnel durant son adolescence, au début des années 1930. On note ses apparitions aux côtés de John Gielgud dans Hamlet (1934) et Roméo et Juliette (1935). Après avoir servi l'armée pendant la Seconde Guerre mondiale, il s'occupa d'une boutique d'antiquités pendant plusieurs années. Alors âgé de 75 ans, Beazley prit la décision de reprendre le théâtre, et est apparu dans divers pièces et films. Passé 90 ans, il se consacra également à la peinture. En 2010, un article de The Independent signé par Nicholas De Jongh décrit "l'incroyable" Beazley comme "le seul comédien survivant de sa génération". Beazley décède à l'âge de 101 ans, le 12 juin 2017.

## Rôles
| Œuvre                             | Année | Rôle                       | Détails |
| --------------------------------- | ----- | -------------------------- | ------- |
| Madame Sousatzka                  | 1988  | l'invité du festival       |         |
| Orgueil et Préjugés               | 1995  | Vicar                      |         |
| Passionnément                     | 2000  | Matthew                    |         |
| Johnny English                    | 2003  | le vieil homme à l'hôpital |         |
| Bridget Jones : L'Âge de raison   | 2004  | le très vieil homme        |         |
| Harry Potter et l'Ordre du phénix | 2007  | Everard                    |         |